# Christina Berndt

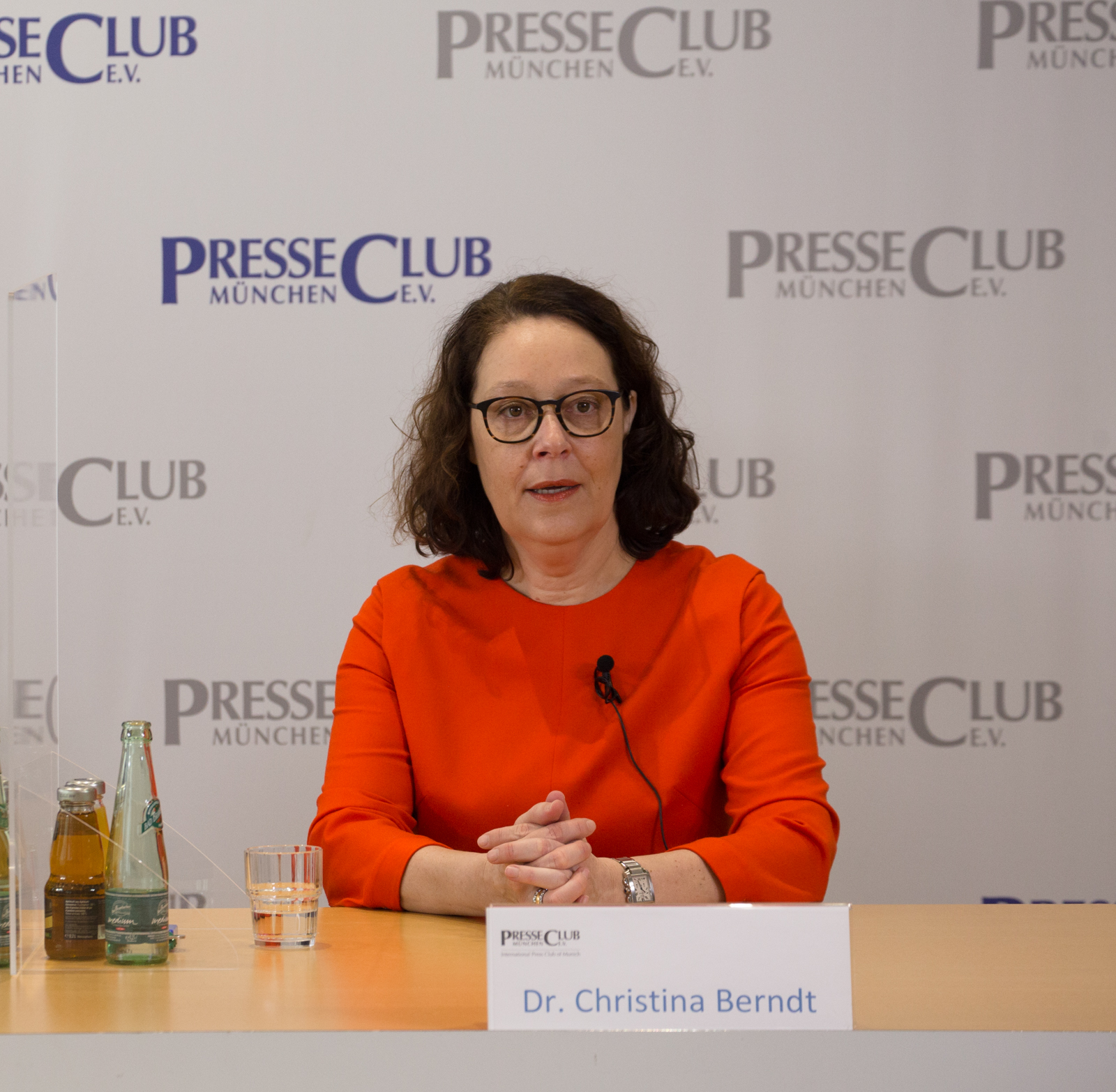
Christina Berndt (2022)

Christina Berndt (* 15. Juni 1969 in Emden) ist eine deutsche Wissenschaftsjournalistin und Autorin.

## Werdegang
Christina Berndt wuchs in Emden auf und legte im Mai 1988 am Gymnasium am Treckfahrtstief das Abitur ab. Anschließend studierte sie Biochemie in an der Universität Hannover. 1991 wechselte sie an die Universität Witten/Herdecke. Im August 1994 schloss sie ihr Studium als Diplombiochemikerin ab. Anschließend war Berndt wissenschaftliche Mitarbeiterin am Deutschen Krebsforschungszentrum in Heidelberg, wo sie ihre Promotion vorbereitete. Für ihre Dissertation über CD4- und CXCR4-vermittelte Apoptose als möglicher Mechanismus der T-Zell-Depletion bei AIDS im Labor von Peter H. Krammer wurde sie mit dem Promotionspreis der Deutschen Gesellschaft für Immunologie ausgezeichnet.
Während der Promotion schrieb sie für die Rhein-Neckar-Zeitung über medizinische Themen und Forschung. In den folgenden Jahren war sie als Praktikantin bei der Deutschen Presseagentur, dem Süddeutschen Rundfunk, dem Spiegel, bei Bild der Wissenschaft und der Süddeutschen Zeitung tätig. Seit März 2000 ist sie Redakteurin im Ressort „Wissen“ der Süddeutschen Zeitung. Ihre Themenschwerpunkte sind Medizin und Lebenswissenschaften.
Vor allem während der Covid-19-Pandemie wurde Berndt durch Auftritte in Talkshows wie Anne Will, Markus Lanz, hart aber fair, Maybrit Illner, Maischberger und dem Presseclub bekannt.
Ihr Buch über Resilienz erschien 2013. Es stand mehr als zwei Jahre auf der Spiegel-Bestsellerliste, davon sieben Wochen auf Platz 1. Bis 2014 folgten noch insgesamt 11 weitere Auflagen und 2015 erschien es in einer Neuauflage. Es wurde bislang (2022) in 19 Sprachen übersetzt. 2016 erschien ihr Buch Zufriedenheit – Warum sie lohnender ist als das flüchtige Glück, 2019 das Buch Individuation – Wie wir werden, wer wir sein wollen, die ebenfalls zu Bestsellern wurden.
Berndt ist verheiratet und hat zwei Töchter. Die Familie lebt in München.

## Auszeichnungen, Nominierungen und Stipendien
- 1988–1994: Stipendiatin der Studienstiftung des deutschen Volkes
- 1998: Promotionspreis der Deutschen Gesellschaft für Immunologie[3]
- 2006: European Junior Science Writers Award[4]
- 2013: Nominierung für den Henri-Nannen-Preis in der Kategorie Investigation[5]
- 2013: Wächterpreis der deutschen Tagespresse – 1. Platz für Recherchen zu Unregelmäßigkeiten und Fehlentwicklungen in der deutschen Transplantationsmedizin, die dazu beitrugen, die gesetzlichen Grundlagen der Organspende neu zu regeln (gemeinsam mit Jürgen Gückel und Heike Haarhoff).[6]
- 2013: „Wissenschaftsjournalistin des Jahres 2013“ (3. Platz)[7]
- 2015: Nominierung für den Reporterpreis in der Kategorie „Beste Wissenschaftsreportage“[8]
- 2017: Nominierung für den Reporterpreis in der Kategorie „Beste Wissenschaftsreportage“[9]
- 2017: „Wissenschaftsjournalistin des Jahres 2017“ (4. Platz)[10]
- 2018: Karl-Buchrucker-Preis der Inneren Mission München[11]
- 2018: Scripps Howard Award in der Kategorie Business (als Teil des International Consortium of Investigative Journalists für die „Implant Files“-Recherchen zu Missständen bei Medizinprodukten)[12]
- 2018: Roy Rowan Award für die beste Internationale Recherche (als Teil des International Consortium of Investigative Journalists für die „Implant Files“-Recherchen zu Missständen bei Medizinprodukten)[13]
- 2018: Dr.-Georg-Schreiber-Medienpreis in der Kategorie „Außerordentliche Würdigung“ (gemeinsam mit dem „Implant Files“-Team der Süddeutschen Zeitung)[14]
- 2019: Publizistik-Preis der Stiftung Gesundheit für die Recherchen zu den „Implant Files“ (3. Platz gemeinsam mit dem „Implant Files“-Team der Süddeutschen Zeitung)[15]
- 2019: Nominierung für den Ernst-Schneider-Preis in der Kategorie „Internet“ mit den Recherchen zu den „Implant Files“[16]
- 2019: Anerkennung für außergewöhnlichen Investigativen Journalismus der Deutschen Gesellschaft für Orthopädie und Unfallchirurgie e.V. (DGOU) und des Berufsverbands für Orthopädie und Unfallchirurgie e.V. (BVOU) für die Recherchen zu den „Implant Files“[17]
- 2019: Barlett & Steele Award für investigativen Journalismus für die Recherchen zu den „Implant Files“[18]
- 2019: Preis der Deutschen Gesellschaft für Psychiatrie und Psychotherapie, Psychosomatik und Nervenheilkunde (DGPPN) für nachhaltig gute Berichterstattung zur psychischen Gesundheit[19]
- 2020: „Wissenschaftsjournalistin des Jahres 2020“ (2. Platz)[20]
- 2021: „Wissenschaftsjournalistin des Jahres 2021“ (1. Platz)[21]

## Werke
- CD4- und CXCR4-vermittelte Apoptose als möglicher Mechanismus der T-Zell-Depletion bei AIDS. (Zugl.: Witten, Herdecke, Privatuniv., Diss., 1998).
- Resilienz: Das Geheimnis der psychischen Widerstandskraft. Was uns stark macht gegen Stress, Depressionen und Burn-out. dtv, München 2013, ISBN 978-3-423-24976-8; 2. Auflage 2015, ISBN 978-3-423-34845-4.
  - Als Hörbuch: Resilienz: das Geheimnis der psychischen Widerstandskraft; was uns stark macht gegen Stress, Depressionen und Burn-out. Gekürzte Lesung von Ulrike Hübschmann, Bearbeitung und Regie Hannes Hametner (4 CDs, ca. 304 Minuten). DAV Der Audio Verlag, Berlin 2014, ISBN 978-3-86231-391-4.
- Zufriedenheit. Wie man sie erreicht und warum sie lohnender ist als das flüchtige Glück. dtv, München 2016, ISBN 978-3-423-26112-8.
- Individuation: Wie wir werden, wer wir sein wollen. Der Weg zu einem erfüllten Ich. Deutscher Taschenbuch-Verlag (dtv), München 2019, ISBN 978-3-423-26236-1.
- Texte von Christina Berndt in der Süddeutschen Zeitung: https://www.sueddeutsche.de/autoren/christina-berndt-1.1143346

Übersetzungen
- Gene, Klone, Fortpflanzung: gesteuerte Erektion, In-vitro-Fertilisation, Klonen für die Medizin, virtuelle Embryos. Übersetzt von Christina Berndt. In: Spektrum der Wissenschaft, Dossier 4, Heidelberg 2002, ISSN 0947-7934; DNB 965870936.